# Anolis annectens
Anolis annectens — вид ігуаноподібних ящірок родини анолісових (Dactyloidae). Ендемік Венесуели.

## Поширення і екологія
Anolis annectens мешкають на схід від озера Маркайбо та серед пагорбів регіону Лара-Фалькон на півночі Венесуели. Вони живуть в сухих тропічних лісах. Ведуть деревний спосіб життя. Живляться комахами.